# Трайко Славевський
Трайко Славевський (Славевські) (мак. Трајко Славевски; нар. 1960, Охрид, Соціалістична Республіка Македонія) — македонський політик, міністр фінансів Республіки Македонії з 2006 по 2009 рік.

## Освіта
Закінчив факультет економіки Університет св. Кирила і Мефодія в Скоп'є, потім продовжив стажування в Каліфорнійському державному університеті в Чіко, США (1986—1987) і Гарвардському університеті (1989—1990). Він отримав ступінь бакалавра в 1983, магістра в 1988 і доктора економічних наук в 1997 році.
Він є автором і співавтором кількох книг і численних статей у наукових журналах і популярній пресі про приватизацію, структурну перебудову економіки, економічне зростання та розвиток, економічні і соціальні функцій держави і т.д.

## Кар'єра
- У 1999—2000 роках займав посаду міністра розвитку в уряді Любчо Георгієвського.
- З листопада 2000 по вересень 2002 року він був радником міністра фінансів Республіки Македонія і національним координатором з підготовки Національної стратегії скорочення бідності.
- З травня 2003 року він є членом виконавчого комітету ВМРО-ДПМНЄ, а з травня 2005 року віце-президентом ВМРО-ДПМНЄ.
- З серпня 2006 по липень 2009 року був міністром фінансів Республіки Македонія в уряді Николи Груєвського.

## Сім'я
Одружений і має двох дітей.